# David Cesmeci
David Cesmeci (* 19. Dezember 1978 in Deutschland) ist ein deutscher Schauspieler.

## Filmographie (Auswahl)
- 1992: Die Distel
- 1993: Geschichten aus der Heimat
- 1995: Alle lieben Willy Wuff
- 1997: Stadtklinik
- 1998: Ein einzelner Mord
- 1999: Unser Lehrer Doktor Specht
- 1999: Ein einzelner Mord
- 2000: Bei aller Liebe
- 1995–2000: Forsthaus Falkenau
- 2000: Samt und Seide
- 1998–2001: Der Fahnder
- 2000, 2003 und 2006: SOKO München